# Lista posiadaczy WWE Cruiserweight Championship (1991–2007)

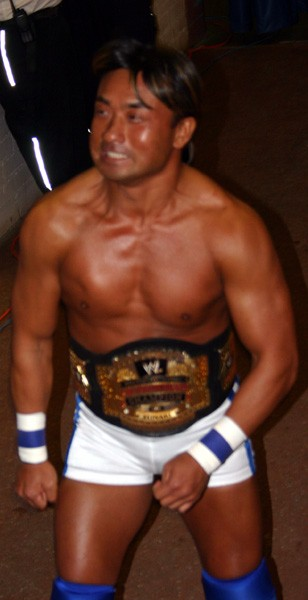
Funaki w 2004 jako WWE Cruiserweight Champion.

WWE Cruiserweight Championship – nieaktywny tytuł mistrzowski profesjonalnego wrestlingu, stworzony i oryginalny promowany w World Championship Wrestling (WCW) i później w World Wrestling Federation/Entertainment (WWF/WWE). Mogli o niego walczyć wrestlerzy tzw. dywizji cruiserweight ważący maksymalnie 102 kilogramów. Po kupnie WCW przez WWF w 2001, mistrzostwo zastąpiło WWF Light Heavyweight Championship. Po wprowadzeniu pierwszego podziału WWE na brandy w 2002, tytuł stał się ekskluzywny dla brandu SmackDown! i był tam broniony do czasu dezaktywacji. W 2007 roku tytuł został zniesiony na 9 lat. Mistrzostwo posiadało 41 mistrzów. Najdłużej panującym mistrzem był Gregory Helms (385 dni), zaś najwięcej tytuł posiadał Rey Mysterio (8 razy).

## Historia tytułu

### Nazwy
| Nazwa                              | Lata      |
| ---------------------------------- | --------- |
| WCW Light Heavyweight Championship | 1991–1992 |
| WCW Cruiserweight Championship     | 1996–2001 |
| WWF Cruiserweight Championship     | 2001–2002 |
| WWE Cruiserweight Championship     | 2002–2007 |

### Panowania
| Nr. | Mistrz                                          | Panowanie | Data                      | Dni | Miejsce              | Gala                         | Notki | Odn.                |
| --- | ----------------------------------------------- | --------- | ------------------------- | --- | -------------------- | ---------------------------- | --- | ------------------- |
| 1   | Brian Pillman                                   | 1         | 27 października 1991(dts) | 59  | Chattanooga, TN      | Halloween Havoc              | Pokonał Richarda Mortona w finale turnieju stając się pierwszym WCW Light Heavyweight Championem. WCW nie uznawało panowania Light Heavyweight Championów jako część historii Cruiserweight Title, lecz gdy WCW zostało zakupione przez WWE w 2001, mistrzowie zostali dodani do listy. | [ 3 ]               |
| 2   | Jushin Thunder Liger                            | 1         | 25 grudnia 1991(dts)      | 66  | Atlanta, GA          | House show                   | | [ 4 ]               |
| 3   | Brian Pillman                                   | 2         | 29 lutego 1992(dts)       | 112 | Milwaukee, WI        | SuperBrawl II                | | [ 5 ]               |
| 4   | Scotty Flamingo                                 | 1         | 20 czerwca 1992(dts)      | 15  | Mobile, AL           | Beach Blast                  | | [ 7 ]               |
| 5   | Brad Armstrong                                  | 1         | 5 lipca 1992(dts)         | 59  | Atlanta, GA          | House show                   | | [ 8 ]               |
| –   | Zwakowany                                       | –         | 2 września 1992(dts)      | –   | Atlanta, GA          | Clash of the Champions XX    | Zwakowany przez kontuzję kolana. O nowym mistrzu miał zadecydować turniej, ale ostatecznie się nie odbył. | [ 8 ]               |
| 6   | Shinjiro Otani                                  | 1         | 20 marca 1996(dts)        | 43  | Nagoya, Japonia      | NJPW                         | Pokonał Wild Pegasusa w finale turnieju wyłaniającym nowego WCW Cruiserweight Championa. | [ 9 ] [ 10 ]        |
| 7   | Dean Malenko                                    | 1         | 2 maja 1996(dts)          | 67  | Lake Buena Vista, FL | WorldWide                    | Wyemitowano 18 maja 1996. | [ 6 ] [ 11 ]        |
| 8   | Rey Misterio Jr.                                | 1         | 8 lipca 1996(dts)         | 111 | Lake Buena Vista, FL | Monday Nitro                 | | [ 12 ]              |
| 9   | Dean Malenko                                    | 2         | 27 października 1996(dts) | 63  | Las Vegas, NV        | Halloween Havoc              | | [ 6 ] [ 13 ]        |
| 10  | Último Dragón                                   | 1         | 29 grudnia 1996(dts)      | 23  | Nashville, TN        | Starrcade                    | Walka była również o J-Crown Dragona. | [ 6 ] [ 14 ]        |
| 11  | Dean Malenko                                    | 3         | 21 stycznia 1997(dts)     | 33  | Milwaukee, WI        | Clash of the Champions XXXIV | | [ 6 ]               |
| 12  | Syxx                                            | 1         | 23 lutego 1997(dts)       | 125 | Daly City, CA        | SuperBrawl VII               | | [ 15 ]              |
| 13  | Chris Jericho                                   | 1         | 28 czerwca 1997(dts)      | 30  | Inglewood, CA        | Nietelewizyjna gala          | Jericho wygrał walkę podczas house show, które było transmitowane w internecie jako Saturday Nitro. | [ 6 ] [ 11 ]        |
| 14  | Alex Wright                                     | 1         | 28 lipca 1997(dts)        | 15  | Charleston, WV       | Monday Nitro                 | | [ 6 ] [ 16 ]        |
| 15  | Chris Jericho                                   | 2         | 12 sierpnia 1997(dts)     | 33  | Colorado Springs, CO | Saturday Night               | Wyemitowano 16 sierpnia 1997. | [ 6 ]               |
| 16  | Eddie Guerrero                                  | 1         | 14 września 1997(dts)     | 42  | Winston-Salem, NC    | Fall Brawl                   | | [ 17 ]              |
| 17  | Rey Misterio Jr.                                | 2         | 26 października 1997(dts) | 15  | Las Vegas, NV        | Halloween Havoc              | Był to Mask vs. Title match. | [ 6 ] [ 18 ]        |
| 18  | Eddie Guerrero                                  | 2         | 10 listopada 1997(dts)    | 49  | Memphis, TN          | Monday Nitro                 | | [ 6 ] [ 16 ]        |
| 19  | Último Dragón                                   | 2         | 29 grudnia 1997(dts)      | 10  | Baltimore, MD        | Monday Nitro                 | | [ 6 ] [ 16 ]        |
| 20  | Juventud Guerrera                               | 1         | 8 stycznia 1998(dts)      | 7   | Daytona Beach, FL    | Thunder                      | | [ 6 ] [ 19 ]        |
| 21  | Rey Misterio Jr.                                | 3         | 15 stycznia 1998(dts)     | 9   | Lakeland, FL         | Thunder                      | | [ 6 ] [ 19 ]        |
| 22  | Chris Jericho                                   | 3         | 24 stycznia 1998(dts)     | 113 | Dayton, OH           | Souled Out                   | | [ 20 ]              |
| 23  | Dean Malenko                                    | 4         | 17 maja 1998(dts)         | 25  | Worcester, MA        | Slamboree                    | Malenko wygrał Battle Royal tej samej nocy, gdzie wystąpił w masce jako Ciclope i wskutek zwycięstwa zdobył title shota na mistrzostwo. | [ 21 ]              |
| –   | Zwakowany                                       | –         | 11 czerwca 1998(dts)      | –   | Buffalo, NY          | Thunder                      | Zwakowany, gdyż Malenko nie mógł zdobyć zawalczyć o tytuł z samym sobą. | [ 1 ] [ 21 ]        |
| 24  | Chris Jericho                                   | 4         | 14 czerwca 1998(dts)      | 55  | Baltimore, MD        | The Great American Bash      | Pokonał Deana Malenko przez dyskwalifikację. 12 lipca na gali Bash at the Beach, Rey Misterio Jr. pokonał Jericho o tytuł przez interwencję Malenko, przez co Jericho otrzymał z powrotem tytuł następnej nocy.                                                                         | [ 1 ]               |
| 25  | Juventud Guerrera                               | 2         | 8 sierpnia 1998(dts)      | 37  | Sturgis, SD          | Road Wild                    | Dean Malenko był sędzią specjalnym pojedynku. | [ 6 ] [ 23 ]        |
| 26  | Billy Kidman                                    | 1         | 14 września 1998(dts)     | 63  | Greenville, SC       | Monday Nitro                 | | [ 6 ] [ 24 ]        |
| 27  | Juventud Guerrera                               | 3         | 16 listopada 1998(dts)    | 6   | Wichita, KS          | Monday Nitro                 | | [ 6 ] [ 24 ]        |
| 28  | Billy Kidman                                    | 2         | 22 listopada 1998(dts)    | 113 | Auburn Hills, MI     | World War 3                  | | [ 6 ] [ 25 ]        |
| 29  | Rey Misterio Jr.                                | 4         | 15 marca 1999(dts)        | 35  | Cincinnati, OH       | Monday Nitro                 | | [ 6 ] [ 26 ]        |
| 30  | Psychosis                                       | 1         | 19 kwietnia 1999(dts)     | 7   | Gainesville, FL      | Monday Nitro                 | Był to Four-Way match w którym brali również udział Juventud Guerrera i Blitzkrieg. | [ 6 ] [ 26 ]        |
| 31  | Rey Misterio Jr.                                | 5         | 26 kwietnia 1999(dts)     | 115 | Fargo, ND            | Monday Nitro                 | | [ 6 ] [ 26 ]        |
| 32  | Lenny Lane                                      | 1         | 19 sierpnia 1999(dts)     | 46  | Lubbock, TX          | Thunder                      | | [ 27 ] [ 28 ]       |
| –   | Zwakowany                                       | –         | 4 października 1999(dts)  | –   | –                    | –                            | Lenny Lane został pozbawiony tytułu, gdyż firma Turner Broadcasting nakazała zawieszenie postaci Lane’a jako homoseksualista. | [ 27 ]              |
| 33  | Psychosis                                       | 2         | 4 października 1999(dts)  | 0   | Kansas City, MO      | Monday Nitro                 | Na tygodniówce Nitro poinformowano, że Psychosis pokonał Lane’a w meczu na gali typu house show, jednakże ta walka nigdy nie miała miejsca. Późniejszy scenariusz sprecyzował, że Psychosis otrzymał tytuł na Monday Nitro z niewyjaśnionych przyczyn.                                  | [ 26 ] [ 27 ]       |
| 34  | Disco Inferno                                   | 1         | 4 października 1999(dts)  | 48  | Kansas City, MO      | Monday Nitro                 | | [ 26 ] [ 30 ]       |
| 35  | Evan Karagias                                   | 1         | 21 listopada 1999(dts)    | 28  | Toronto, ON          | Mayhem                       | | [ 6 ] [ 31 ]        |
| 36  | Madusa                                          | 1         | 19 grudnia 1999(dts)      | 28  | Waszyngton           | Starrcade                    | Była pierwszą kobietą, która zdobyła tytuł. | [ 32 ]              |
| 37  | Oklahoma                                        | 1         | 16 stycznia 2000(dts)     | 2   | Cincinnati, OH       | Souled Out                   | | [ 6 ] [ 33 ]        |
| –   | Zwakowany                                       | –         | 18 stycznia 2000(dts)     | –   | Evansville, IN       | Thunder                      | Zwakowano ze względu na przekroczenie wagi Oklahomy. Wyemitowano 19 stycznia. | [ 1 ] [ 34 ]        |
| 38  | The Artist                                      | 1         | 20 lutego 2000(dts)       | 29  | Daly City, CA        | SuperBrawl 2000              | Pokonał Lasha LeRouxa w finale turnieju. | [ 6 ] [ 35 ] [ 36 ] |
| 39  | Billy Kidman                                    | 3         | 30 marca 2000(dts)        | 1   | Baltimore, MD        | House show                   | | [ 6 ]               |
| 40  | The Artist                                      | 2         | 31 marca 2000(dts)        | 10  | Pittsburgh, PA       | House show                   | | [ 37 ]              |
| –   | Zwakowany                                       | –         | 10 kwietnia 2000(dts)     | –   | Denver, CO           | Monday Nitro                 | Zwakowany przez Erica Bischoffa i Vince’a Russo, wraz z innymi wszystkimi tytułami WCW. | [ 1 ] [ 37 ]        |
| 41  | Chris Candido                                   | 1         | 16 kwietnia 2000(dts)     | 29  | Chicago, IL          | Spring Stampede              | Pokonał The Artista, Juventud Guerrerę, Shannona Moore’a, Lasha LeRouxa i Crowbara w Six-Way matchu. | [ 38 ]              |
| 42  | Crowbar i Daffney                               | 1         | 15 maja 2000(dts)         | 7   | Biloxi, MS           | Monday Nitro                 | Pokonali Candido i Tammy Lynn Sytch w Mixed Tag Team matchu stając się współwłaścicielami tytułu. | [ 39 ] [ 40 ]       |
| 43  | Daffney                                         | 1         | 22 maja 2000(dts)         | 15  | Grand Rapids, MI     | Monday Nitro                 | Pokonała Crowbara stając się niekwestionowaną mistrzynią. | [ 39 ] [ 40 ]       |
| 44  | Lieutenant Loco                                 | 1         | 6 czerwca 2000(dts)       | 55  | Knoxville, TN        | Thunder                      | Był to Triple Threat match, w którym brał również udział Disco Inferno. Wyemitowano 7 czerwca 2000. | [ 1 ]               |
| 45  | Lance Storm                                     | 1         | 31 lipca 2000(dts)        | 14  | Cincinnati, OH       | Monday Nitro                 | W jednym momencie posiadał WCW Cruiserweight Championship, WCW United States Heavyweight Championship i WCW Hardcore Championship. | [ 6 ] [ 40 ]        |
| 46  | Elix Skipper                                    | 1         | 14 sierpnia 2000(dts)     | 49  | Kelowna, BC          | Monday Nitro                 | Skipper otrzymał tytuł od Storma, który nazwał ten tytuł „100 KG and Under Championship”. | [ 41 ]              |
| 47  | Mike Sanders                                    | 1         | 2 października 2000(dts)  | 63  | Daly City, CA        | Monday Nitro                 | Sanders i Kevin Nash pokonali Skippera w Handicap Powerbomb matchu. | [ 6 ] [ 40 ] [ 42 ] |
| 48  | Chavo Guerrero Jr. (poprzednio Lieutenant Loco) | 2         | 4 grudnia 2000(dts)       | 104 | Lincoln, NE          | Thunder                      | | [ 6 ]               |
| 49  | Shane Helms                                     | 1         | 18 marca 2001(dts)        | 107 | Jacksonville, FL     | Greed                        | WCW zostało zakupione przez World Wrestling Federation w marcu 2001. | [ 6 ] [ 43 ]        |
| 50  | Billy Kidman                                    | 4         | 3 lipca 2001(dts)         | 27  | Tacoma, WA           | SmackDown!                   | Wyemitowano 5 lipca 2001. | [ 44 ]              |
| 51  | X-Pac (poprzednio Syxx)                         | 2         | 30 lipca 2001(dts)        | 71  | Filadelfia, PA       | Raw is War                   | Był to mecz unifikacyjny – na szali był również WWF Light Heavyweight Championshipnależący do X-Paca. | [ 45 ]              |
| 52  | Billy Kidman                                    | 5         | 9 października 2001(dts)  | 13  | Moline, IL           | SmackDown!                   | Wyemitowano 11 października. | [ 46 ]              |
| 53  | Tajiri                                          | 1         | 22 października 2001(dts) | 162 | Kansas City, MO      | Raw                          | Zmieniono akronim tytułu na WWF Cruiserweight Championship, kiedy drużyna WWF pokonała grupę The Alliance na gali Survivor Series z 18 listopada. Tytuł zastąpił WWF Light Heavyweight Championship. Od 25 marca 2002 był ekskluzywny dla brandu SmackDown!.                            | [ 47 ]              |
| 54  | Billy Kidman                                    | 6         | 2 kwietnia 2002(dts)      | 19  | Rochester, NY        | SmackDown!                   | Wyemitowano 4 kwietnia. | [ 48 ]              |
| 55  | Tajiri                                          | 2         | 21 kwietnia 2002(dts)     | 23  | Kansas City, MO      | Backlash                     | 5 maja zmieniono akronim w tytule na WWE Cruiserweight Championship, gdyż World Wrestling Federation (WWF) stało się World Wrestling Entertainment (WWE). | [ 49 ]              |
| 56  | The Hurricane (poprzednio Shane Helms)          | 2         | 14 maja 2002(dts)         | 40  | Montreal, QC         | SmackDown!                   | Był to Triple Threat match, w którym brał również udział Billy Kidman. Wyemitowano 16 maja. | [ 50 ]              |
| 57  | Jamie Noble                                     | 1         | 23 czerwca 2002(dts)      | 147 | Columbus, OH         | King of the Ring             | | [ 51 ]              |
| 58  | Billy Kidman                                    | 7         | 17 listopada 2002(dts)    | 98  | New Jork, NY         | Survivor Series              | | [ 52 ]              |
| 59  | Matt Hardy                                      | 1         | 23 lutego 2003(dts)       | 100 | Montreal, QC         | No Way Out                   | | [ 53 ]              |
| 60  | Rey Mysterio (poprzednio Rey Misterio Jr.)      | 6         | 3 czerwca 2003(dts)       | 112 | Anaheim, CA          | SmackDown!                   | Wyemitowano 5 czerwca. | [ 54 ]              |
| 61  | Tajiri                                          | 3         | 23 września 2003(dts)     | 98  | Philadelphia, PA     | SmackDown!                   | Wyemitowano 25 września. | [ 55 ]              |
| 62  | Rey Mysterio                                    | 7         | 30 grudnia 2003(dts)      | 47  | Laredo, TX           | SmackDown!                   | Wyemitowano 1 stycznia. | [ 56 ]              |
| 63  | Chavo Guerrero (poprzednio Chavo Guerrero Jr.)  | 3         | 15 lutego 2004(dts)       | 79  | Daly City, CA        | No Way Out                   | | [ 57 ]              |
| 64  | Jacqueline                                      | 1         | 4 maja 2004(dts)          | 12  | Tucson, AZ           | SmackDown!                   | Wyemitowano 6 maja. | [ 58 ]              |
| 65  | Chavo Guerrero                                  | 4         | 16 maja 2004(dts)         | 2   | Los Angeles, CA      | Judgment Day                 | Guerrero wygrał tytuł z jedną ręką zawiązaną do pleców. | [ 59 ]              |
| 66  | Chavo Classic                                   | 1         | 18 maja 2004(dts)         | 28  | Las Vegas, NV        | SmackDown!                   | Był to Triple Threat match, w którym brał również udział Spike Dudley. Wyemitowano 20 maja. | [ 60 ]              |
| 67  | Rey Mysterio                                    | 8         | 15 czerwca 2004(dts)      | 42  | Chicago, IL          | SmackDown!                   | Wyemitowano 17 czerwca. | [ 61 ]              |
| 68  | Spike Dudley                                    | 1         | 27 lipca 2004(dts)        | 138 | Cincinnati, OH       | SmackDown!                   | Wyemitowano 29 lipca. | [ 62 ]              |
| 69  | Funaki                                          | 1         | 12 grudnia 2004(dts)      | 70  | Atlanta, GA          | Armageddon                   | | [ 63 ]              |
| 70  | Chavo Guerrero                                  | 5         | 20 lutego 2005(dts)       | 37  | Pittsburgh, PA       | No Way Out                   | Wygrał w sześcioosobowym Cruiserweight Open, w którym brali również udział Paul London, Akio, Shannon Moore i Spike Dudley. | [ 64 ]              |
| 71  | Paul London                                     | 1         | 29 marca 2005(dts)        | 126 | Houston, TX          | SmackDown!                   | Wygrał w 8-osobowym Battle Royal. Wyemitowano 31 marca. | [ 65 ]              |
| 72  | Nunzio                                          | 1         | 2 sierpnia 2005(dts)      | 68  | Bridgeport, CT       | Velocity                     | | [ 66 ]              |
| 73  | Juventud (poprzednio Juventud Guerrera)         | 4         | 9 października 2005(dts)  | 37  | Houston, TX          | No Mercy                     | | [ 67 ]              |
| 74  | Nunzio                                          | 2         | 15 listopada 2005(dts)    | 7   | Rzym, Włochy         | House show                   | | [ 68 ]              |
| 75  | Juventud                                        | 5         | 22 listopada 2005(dts)    | 26  | Sheffield, England   | SmackDown!                   | Wyemitowano 25 listopada. | [ 1 ] [ 69 ]        |
| 76  | Kid Kash                                        | 1         | 18 grudnia 2005(dts)      | 42  | Providence, RI       | Armageddon                   | | [ 70 ]              |
| 77  | Gregory Helms (poprzednio The Hurricane)        | 3         | 29 stycznia 2006(dts)     | 385 | Miami, FL            | Royal Rumble                 | Był to Cruiserweight Open, w którym brali również udział Funaki, Jamie Noble, Nunzio i Paul London. Helms, który był członkiem rosteru Raw został przeniesiony na SmackDown po wygraniu tytułu.                                                                                         | [ 71 ]              |
| 78  | Chavo Guerrero                                  | 6         | 18 lutego 2007(dts)       | 154 | Los Angeles, CA      | No Way Out                   | Wygrał w ośmioosobowym Cruiserweight Open, w którym brali również udział Daivari, Shannon Moore, Funaki, Jamie Noble, Jimmy Wang Yang i Scotty 2 Hotty. | [ 72 ]              |
| 79  | Hornswoggle                                     | 1         | 22 lipca 2007(dts)        | 65  | San Jose, CA         | The Great American Bash      | Wygrał w sześcioosobowym Cruiserweight Open, w którym brali również udział Jimmy Wang Yang, Shannon Moore, Funaki i Jamie Noble. | [ 73 ]              |
| –   | Zdezaktywowany                                  | –         | 25 września 2007(dts)     | –   | Indianapolis, IN     | SmackDown!                   | Zdezaktywowano 25 września 2007 na tygodniówce SmackDown! (wyemitowanej 28 września) przez generalną menedżerkę Vickie Guerrero. |                     |

## Łączna ilość posiadań
| Miejsce | Mistrz                                  | Liczba panowań | Łączna liczba dni |
| ------- | --------------------------------------- | -------------- | ----------------- |
| 1       | Shane Helms/The Hurricane/Gregory Helms | 3              | 532               |
| 2       | Rey Mysterio/Rey Misterio Jr.           | 8              | 486               |
| 3       | Chavo Guerrero/Lieutenant Loco          | 6              | 431               |
| 4       | Billy Kidman                            | 7              | 334               |
| 5       | Tajiri                                  | 3              | 283               |
| 6       | Chris Jericho                           | 4              | 231               |
| 7       | X-Pac/Syxx                              | 2              | 196               |
| 8       | Dean Malenko                            | 4              | 188               |
| 9       | Brian Pillman                           | 2              | 171               |
| 10      | Jamie Noble                             | 1              | 147               |
| 11      | Spike Dudley                            | 1              | 138               |
| 12      | Paul London                             | 1              | 126               |
| 13      | Juventud Guerrera                       | 5              | 114               |
| 14      | Matt Hardy                              | 1              | 100               |
| 15      | Eddie Guerrero                          | 2              | 91                |
| 16      | Nunzio                                  | 2              | 75                |
| 17      | Funaki                                  | 1              | 70                |
| 18      | Jushin Thunder Liger                    | 1              | 66                |
| 19      | Hornswoggle                             | 1              | 65                |
| 20      | Mike Sanders                            | 1              | 63                |
| 21      | Brad Armstrong                          | 1              | 59                |
| 22      | Elix Skipper                            | 1              | 49                |
| 23      | Disco Inferno                           | 1              | 48                |
| 24      | Lenny Lane                              | 1              | 46                |
| 25      | Shinjiro Otani                          | 1              | 43                |
| 26      | Kid Kash                                | 1              | 42                |
| 27      | The Artist                              | 2              | 39                |
| 28      | Último Dragón                           | 2              | 31                |
| 29      | Chris Candido                           | 1              | 29                |
| 30      | Evan Karagias                           | 1              | 28                |
| 30      | Madusa                                  | 1              | 28                |
| 30      | Chavo Classic                           | 1              | 28                |
| 33      | Daffney                                 | 1              | 22                |
| 34      | Scotty Flamingo                         | 1              | 15                |
| 34      | Alex Wright                             | 1              | 15                |
| 36      | Lance Storm                             | 1              | 14                |
| 37      | Jacqueline                              | 1              | 12                |
| 38      | Crowbar                                 | 1              | 7                 |
| 38      | Psychosis                               | 2              | 7                 |
| 40      | Oklahoma                                | 1              | 2                 |